# 向左走·向右走 (書籍)

《向左走·向右走》封面

《向左走·向右走》是台灣繪本作家幾米的經典作品，於1999年首度在台灣出版。

## 內容簡介
她住在城市郊區一棟舊公寓大樓裡，每次出門，不管去哪裡，總是習慣性的先向左走。
他住在城市郊區一棟舊公寓大樓裡，每次出門，不管去哪裡，總是習慣性的先向右走。
他从不曾遇见她。
但是........
迷宫般的城市，让人习惯看相同的景物，走相同的路线，到同样的目的地；习惯让人的生活不再变。习惯让人有种莫名的安全感，却又有种莫名的寂寞。而你永远不知道，你的习惯会让你错过什么。

## 背後故事
“她习惯向左走，他习惯向右走，他们始终不曾相遇。”《向左走·向右走》是几米首次表现男女感情的长篇图文创作。男女主角彼此在生活中的巧妙关系，构成了整个故事的设计。在页面的衔接上，有许多的巧思安排，在线条与上色上，作了更细致的处理，手法俐落有变化，是几米相当成熟的作品，也是代表作之一。
幾米表示，这本书的创作灵感始于某一天被隔壁的电钻声吵得无法画画，只好开始发呆，然后天马行空地胡思乱想。突然觉得从不知道我家隔壁住的人是谁，可是每天跟他或她只隔一道薄薄的墙而睡。如果我们在外面偶然相遇，若我们从不曾提及彼此的住处，那么也许我们不会再相逢，也永远不知道其实我们就住在隔壁。

## 榮譽
- 1999年誠品書店年度推介書籍
- 1999年金石堂年度最具影響書籍

## 電影版
這部作品在2003年被改編成為電影，由華納兄弟出品，梁詠琪及金城武主演。場景以臺北市為主，例如北投溫泉、西門町徒步區、台北捷運北投站、華納威秀、台鐵雙溪車站、民生社區富錦街、台北市立陽明醫院等。

## 電視版
- 2004年改編為同名電視劇。[2]

## 音樂劇
- 2008年改編為同名音樂劇